# Orthoporus mundus
Orthoporus mundus är en mångfotingart som beskrevs av Chamberlin 1942. Orthoporus mundus ingår i släktet Orthoporus och familjen Spirostreptidae. Inga underarter finns listade i Catalogue of Life.